# Ulak Agung Ilir
Ulak Agung Ilir is een bestuurslaag in het regentschap Ogan Komering Ulu Selatan van de provincie Zuid-Sumatra, Indonesië. Ulak Agung Ilir telt 995 inwoners (volkstelling 2010).